# Leichtathletik-Junioreneuropameisterschaften 1987
| 9. Leichtathletik-Junioreneuropameisterschaften | 9. Leichtathletik-Junioreneuropameisterschaften |
| ----------------------------------------------- | ----------------------------------------------- |
| Alexander Stadium                               |                                                 |
| Stadt                                           | Birmingham, Großbritannien                      |
| Stadion                                         | Alexander Stadium                               |
| Teilnehmende Länder                             |                                                 |
| Teilnehmende Athleten                           |                                                 |
| Wettbewerbe                                     | 41                                              |
| Eröffnung                                       | 6. August 1987                                  |
| Schlussfeier                                    | 9. August 1987                                  |
| Eröffnet durch                                  |                                                 |

Die 9. Leichtathletik-Junioreneuropameisterschaften fanden vom 6. bis 9. August 1987 im Alexander Stadium in Birmingham (Großbritannien) statt.

## Ergebnisse

### Männer
| Disziplin        | Gold                                                       | Gold         | Silber                                                           | Silber       | Bronze                                                              | Bronze         |
| ---------------- | ---------------------------------------------------------- | ------------ | ---------------------------------------------------------------- | ------------ | ------------------------------------------------------------------- | -------------- |
| 100 m            | Jamie Henderson                                            | 10,21 s      | Andrzej Popa                                                     | 10,44 s      | Sven Matthes                                                        | 10,47 s        |
| 200 m            | Marcus Adam                                                | 20,95 s      | Andrzej Popa                                                     | 21,11 s      | Jamie Henderson                                                     | 21,18 s        |
| 400 m            | Peter Crampton                                             | 46,03 s      | Tomasz Jędrusik                                                  | 46,31 s      | Tamás Molnár                                                        | 46,68 s        |
| 800 m            | Tomás de Teresa                                            | 1:49,37 min  | António Abrantes                                                 | 1:49,74 min  | Vincent Terrier                                                     | 1:49,85 min    |
| 1500 m           | Gennaro Di Napoli                                          | 3:52,10 min  | Mario Neumann                                                    | 3:52,85 min  | Sergei Melnikow                                                     | 3:53,48 min    |
| 5000 m           | Simon Mugglestone                                          | 14:12,83 min | Giuliano Baccani                                                 | 14:18,39 min | Luc Krotwaar                                                        | 14:20,44 min   |
| 10.000 m         | Jens Karrass                                               | 29:19,38 min | Haydar Dogan                                                     | 29:23,45 min | Zoltán Káldy                                                        | 29:26,84 min   |
| 110 m Hürden     | Tony Jarrett                                               | 13,72 s      | Florian Schwarthoff                                              | 13,81 s      | Paul Gray                                                           | 14,16 s        |
| 400 m Hürden     | Niklas Wallenlind                                          | 50,65 s      | Yvon Delrue                                                      | 50,96 s      | Stéphane Leger                                                      | 51,37 s        |
| 3000 m Hindernis | Andreas Fischer                                            | 8:54,83 min  | Vyacheslav Koshelev                                              | 8:55,93 min  | Arto Kuusisto                                                       | 9:02,53 min    |
| 20 km            | Zoltán Holba                                               | 1:03:22 h    | Valery Chesak                                                    | 1:03:39 h    | Marco Di Lieto                                                      | 1:03:57 h      |
| 10.000 m Gehen   | Giovanni De Benedictis                                     | 39:44,71 min | Valentí Massana                                                  | 41:26,51 min | German Nieto                                                        | 41:38,29 min   |
| 4 × 100 m        | Ray Burke Tony Jarrett Jamie Henderson Marcus Adam         | 40,20 s      | Stephan Schütz Michael Schwab Oliver Schmidt Björn Sinnhuber     | 40,21 s      | Lars Olbrich Sven Matthes Torsten Gratz Heiko Barthel               | 40,52 s        |
| 4 × 400 m        | Richard Hill Gary Patterson Gareth Bakewell Peter Crampton | 3:07,89 min  | Mariusz Rzadzinski Wojciech Lach Dariusz Rychter Tomasz Jędrusik | 3:08,72 min  | Nikolay Gritsay Vadim Zadoinov Wladimir Lytkin Wladimir Chubrowskij | 3:09,55 min    |
| Hochsprung       | Artur Partyka                                              | 2,19 m       | Joël Vincent                                                     | 2,15 m       | Jarosław Kotewicz Aleksandr Khabarov                                | 2,15 m         |
| Stabhochsprung   | Roman Barabashov                                           | 5,40 m       | Marco Schröder István Bagyula                                    | 5,30 m       | Nicht vergeben                                                      | Nicht vergeben |
| Weitsprung       | Vladimir Ochkan                                            | 8,17 m       | Stewart Faulkner                                                 | 7,67 m       | Milan Gombala                                                       | 7,63 m         |
| Dreisprung       | Guido Schumann                                             | 16,45 m      | Roman Sintelyev                                                  | 16,33 m      | Georges Sainte-Rose                                                 | 16,30 m        |
| Kugelstoßen      | Pyotr Pogorelyi                                            | 18,48 m      | Yevgeniy Palchikov                                               | 18,16 m      | Jonny Reinhardt                                                     | 18,16 m        |
| Diskuswurf       | Sergey Pachin                                              | 59,96 m      | Vyacheslav Demakov                                               | 56,58 m      | Gunnar Minstedt                                                     | 55,84 m        |
| Hammerwurf       | Jörn Hübner                                                | 72,10 m      | Oleksandr Krykun                                                 | 70,92 m      | Claus Dethloff                                                      | 69,30 m        |
| Speerwurf        | Steve Backley                                              | 75,14 m      | Vladimir Sasimovich                                              | 73,24 m      | Raymond Hecht                                                       | 72,78 m        |
| Zehnkampf        | Patrick Eseimokumoh                                        | 7614 Punkte  | Roman Frolov                                                     | 7389 Punkte  | Barry Walsh                                                         | 7336 Punkte    |

### Frauen
| Disziplin         | Gold                                                                                        | Gold         | Silber                                                                           | Silber       | Bronze                                                                          | Bronze       |
| ----------------- | ------------------------------------------------------------------------------------------- | ------------ | -------------------------------------------------------------------------------- | ------------ | ------------------------------------------------------------------------------- | ------------ |
| 100 m             | Diana Dietz                                                                                 | 11,39 s      | Tamaris Fiebig                                                                   | 11,51 s      | Odiah Sidibé                                                                    | 11,66 s      |
| 200 m             | Diana Dietz                                                                                 | 23,18 s      | Oksana Kovalyova                                                                 | 23,51 s      | Tamaris Fiebig                                                                  | 23,80 s      |
| 400 m             | Uta Rohländer                                                                               | 52,46 s      | Stefanie Fabert                                                                  | 52,90 s      | Linda Kisabaka                                                                  | 53,89 s      |
| 800 m             | Birte Bruhns                                                                                | 2:00,56 min  | Catalina Gheorghiu                                                               | 2:01,33 min  | Daniele Steinecke                                                               | 2:02,08 min  |
| 1500 m            | Snežana Pajkić                                                                              | 4:16,09 min  | Simona Staicu                                                                    | 4:16,69 min  | Olga Nazarkina                                                                  | 4:18,61 min  |
| 3000 m            | Fernanda Ribeiro                                                                            | 8:56,33 min  | Dorina Calenic                                                                   | 9:06,14 min  | Doina Homneac                                                                   | 9:11,30 min  |
| 10.000 m          | Birgit Jerschabek                                                                           | 33:44,37 min | Larisa Alekseyeva                                                                | 33:54,59 min | Anzhela Shumeyko                                                                | 34:43,37 min |
| 100 m Hürden      | Birgit Wolf                                                                                 | 13,34 s      | Anne Espetvedt                                                                   | 13,39 s      | Helena Fernström                                                                | 13,52 s      |
| 400 m Hürden      | Silvia Rieger                                                                               | 57,44 s      | Ann Maenhout                                                                     | 57,47 s      | Irena Dominc                                                                    | 58,11 s      |
| 5000 m Gehen      | Oksana Shchastnaya                                                                          | 21:30,92 min | Mari Cruz Díaz                                                                   | 21:36,92 min | Kathrin Born                                                                    | 22:01,25 min |
| 4 × 100 m Staffel | Deutsche Demokratische RepublikTamaris Fiebig Diana Dietz Katrin Henke Katrin Krabbe        | 44,62 s      | SowjetunionLyudmila Lapshina Svetlana Doronina Natalya Bulatova Oksana Kovalyova | 44,80 s      | FrankreichAnne Leseur Cécile Peyre Elsa Devassoigne Odiah Sidibé                | 45,66 s      |
| 4 × 400 m Staffel | Deutsche Demokratische RepublikStefanie Fabert Daniele Steinecke Birte Bruhns Uta Rohländer | 3:32,17 s    | BR DeutschlandJessica Kawohl Ruth Scheppan Silvia Rieger Linda Kisabaka          | 3:38,49 s    | Vereinigtes KönigreichJillian Reynolds Tracy Goddard Nicki Lamb Jayne Heathcote | 3:39,84 s    |
| Hochsprung        | Karen Scholz                                                                                | 1,88 m       | Alina Astafei                                                                    | 1,88 m       | Heike Balck Yelena Yelesina                                                     | 1,84 m       |
| Weitsprung        | Fiona May                                                                                   | 6,64 m (w)   | Mirela Belu                                                                      | 6,44 m (w)   | Susen Tiedtke                                                                   | 6,39 m (w)   |
| Kugelstoßen       | Ilke Wyludda                                                                                | 19,45 m      | Ines Wittich                                                                     | 19,34 m      | Svetlana Krivelyova                                                             | 16,64 m      |
| Diskuswurf        | Ilke Wyludda                                                                                | 70,58 m      | Astrid Kumbernuss                                                                | 63,56 m      | Anzhela Baralyuk                                                                | 54,64 m      |
| Speerwurf         | Anja Reiter                                                                                 | 64,88 m      | Małgorzata Kielczewska                                                           | 58,40 m      | Karen Forkel                                                                    | 57,00 m      |
| Siebenkampf       | Peggy Beer                                                                                  | 6068 Punkte  | Jelena Petuschkowa                                                               | 5750 Punkte  | Christiane Scharf                                                               | 5689 Punkte  |

Weitere Wettkampfergebnisse sind unter den unten angeführten Weblinks zu finden.

## Medaillenspiegel
| Medaillenspiegel (Endstand nach 41 Entscheidungen) | Medaillenspiegel (Endstand nach 41 Entscheidungen) | Medaillenspiegel (Endstand nach 41 Entscheidungen) | Medaillenspiegel (Endstand nach 41 Entscheidungen) | Medaillenspiegel (Endstand nach 41 Entscheidungen) | Medaillenspiegel (Endstand nach 41 Entscheidungen) |
| Platz                                              | Land                                               | Gold                                               | Silber                                             | Bronze                                             | Gesamt                                             |
| -------------------------------------------------- | -------------------------------------------------- | -------------------------------------------------- | -------------------------------------------------- | -------------------------------------------------- | -------------------------------------------------- |
| 1                                                  | Deutsche Demokratische Republik                    | 16                                                 | 6                                                  | 11                                                 | 33                                                 |
| 2                                                  | Vereinigtes Königreich                             | 9                                                  | 1                                                  | 3                                                  | 13                                                 |
| 3                                                  | Sowjetunion                                        | 5                                                  | 12                                                 | 8                                                  | 25                                                 |
| 4                                                  | Bundesrepublik Deutschland                         | 3                                                  | 3                                                  | 3                                                  | 9                                                  |
| 5                                                  | Italien                                            | 2                                                  | 1                                                  | 1                                                  | 4                                                  |
| 6                                                  | Polen                                              | 1                                                  | 5                                                  | 1                                                  | 7                                                  |
| 7                                                  | Spanien                                            | 1                                                  | 2                                                  | 1                                                  | 4                                                  |
| 8                                                  | Ungarn                                             | 1                                                  | 1                                                  | 2                                                  | 4                                                  |
| 9                                                  | Portugal                                           | 1                                                  | 1                                                  | 0                                                  | 2                                                  |
| 10                                                 | Jugoslawien                                        | 1                                                  | 0                                                  | 1                                                  | 2                                                  |
| 10                                                 | Schweden                                           | 1                                                  | 0                                                  | 1                                                  | 2                                                  |
| 12                                                 | Rumänien                                           | 0                                                  | 5                                                  | 1                                                  | 6                                                  |
| 13                                                 | Frankreich                                         | 0                                                  | 1                                                  | 5                                                  | 6                                                  |
| 14                                                 | Belgien                                            | 0                                                  | 2                                                  | 0                                                  | 2                                                  |
| 15                                                 | Norwegen                                           | 0                                                  | 1                                                  | 0                                                  | 1                                                  |
| 15                                                 | Türkei                                             | 0                                                  | 1                                                  | 0                                                  | 1                                                  |
| 17                                                 | Finnland                                           | 0                                                  | 0                                                  | 1                                                  | 1                                                  |
| 17                                                 | Irland                                             | 0                                                  | 0                                                  | 1                                                  | 1                                                  |
| 17                                                 | Niederlande                                        | 0                                                  | 0                                                  | 1                                                  | 1                                                  |
| 17                                                 | Tschechoslowakei                                   | 0                                                  | 0                                                  | 1                                                  | 1                                                  |
| 20                                                 | Gesamt                                             | 41                                                 | 42                                                 | 42                                                 | 125                                                |